# Bad to the Bone
 (juillet 2022).
Si vous disposez d'ouvrages ou d'articles de référence ou si vous connaissez des sites web de qualité traitant du thème abordé ici, merci de compléter l'article en donnant les références utiles à sa vérifiabilité et en les liant à la section « Notes et références ».
Bad to the Bone est une chanson de rock influencée par le blues qui fut écrite par George Thorogood et les Destroyers en 1982 pour l'album homonyme. La chanson fut un succès grâce à sa présence sur une vidéo de MTV à l'époque où ce réseau gagnait en popularité. Le riff, la mélodie vocale et la structure de la chanson sont entièrement copiés sur la chanson I'm a man de Bo Diddley, qui est elle-même inspirée de Hoochie Coochie Man de Willie Dixon et Muddy Waters sortie l'année précédente.
La vidéo qui accompagna la chanson montra Thorogood en train de jouer au billard américain avec la légende de rock Bo Diddley et le joueur Willie Mosconi (en). La musique fut réutilisée pour les films Terminator 2: Judgement Day, Christine, de John Carpenter, Junior le terrible , 20 ans d'écart, Megamind, la dernière version d' À nous quatre, dans le sitcom Mariés, deux enfants, le jeu vidéo Rock 'n Roll Racing, ainsi que dans la tournée du Grave Digger, un monster truck. Cette pièce est aussi utilisée comme thème d'entrée par le lutteur professionnel canadien Steve Rush.